# Semirot (Judentum)
Semirot (auch S'mirot (hebräisch זמירות)) (Jiddisch: Smiros; Biblisches Hebräisch: S'miroth; Singular: Semer / S'mer oder auch S'mirah; im Deutschen doppelte Bedeutung: Beschneiden [Reben, Bäume] und Gesang, Gesänge) sind jüdische Gesänge, die normalerweise in hebräischer oder aramäischer, manchmal aber auch in jiddischer Sprache oder in Ladino (Judenspanisch) gesungen werden. Die bekanntesten Semirot sind diejenigen, die während des Schabbats und an jüdischen Feiertagen während des Festessens gesungen werden. Einige der Schabbat-Semirot sind spezifisch für bestimmte Tageszeiten, beispielsweise diejenigen, die für das Freitagabendessen, das Samstagmittagessen und das dritte Schabbatessen (סעודה שלישית Seuda Schlischit) kurz vor Sonnenuntergang am Samstagnachmittag gesungen werden. In einigen Ausgaben des jüdischen Gebetbuchs (Siddur) folgen  die Worte zu diesen Liedern nach dem Eröffnungsgebet (Kiddusch) für jede Mahlzeit. Andere Semirot sind allgemeiner und können zu jeder Mahlzeit oder zu anderen heiligen Anlässen gesungen werden.
Die Worte zu vielen Semirot stammen aus Gedichten, die im Mittelalter von verschiedenen Rabbinern und Gelehrten geschrieben wurden. Andere sind anonyme Volkslieder, die von Generation zu Generation weitergegeben wurden. Die Texte konzentrieren sich im Allgemeinen auf die Themen des Schabbats oder des spezifischen Feiertags, der gefeiert wird.
Die Melodien variieren stark unter den jüdischen Gemeinden (קְהִלׇּה Kehillah), da lokale Melodien und Musikstile an dieselben liturgischen Gedichte angepasst sind. Eine berühmte Hymne (אֲדוֹן עוֹלָם Adon Olam, Herrscher des Universums) wurde mit unzähligen Melodien hinterlegt. Für die alten Texte werden auch heutzutage noch neue Stücke geschrieben.
Der Begriff Semirot wird von spanischen und portugiesischen Juden verwendet, um die Abfolge von Psalmen im Morgengottesdienst (Schacharit) zu bezeichnen, die anderen Gemeinden als Psuke desimra bekannt sind.